# Caudete de las Fuentes
Caudete de las Fuentes település Spanyolországban, Valencia tartományban. Caudete de las Fuentes Fuenterrobles, Requena, Utiel és Venta del Moro községekkel határos. Lakosainak száma 720 fő (2024).

## Népesség
A település népessége az utóbbi években az alábbiak szerint változott:
| Lakosok száma | 809  | 795  | 773  | 800  | 747  | 728  | 706  | 700  | 701  | 720  |
|               | 2001 | 2004 | 2007 | 2009 | 2012 | 2014 | 2017 | 2019 | 2022 | 2024 |